# دی هاویلند کانادا دش ۸
دی هاویلند کانادا دش ۸ (به انگلیسی: De Havilland Canada Dash 8) مجموعه‌ای از هواپیماهای کوتاه‌برد با موتور توربوپراپ است که در سال ۱۹۸۴ توسط شرکت د هویلند کانادا (DHC) معرفی شده‌است. این شرکت بعداً توسط بوئینگ در ۱۹۸۸ و سپس توسط شرکت بمباردیه در سال ۱۹۹۲ خریداری شد؛ و در نهایت تا سال ۲۰۱۹ به شرکت وایکینگ ایر واگذار شد. دو موتور پی‌دبلیو۱۰۰اس باعث شده‌است تا این دش ۹ از دش ۷ عملکرد بهتری در سرعت دارد اما در نشست و برخاست ضعیف‌تر است. این هواپیما در چهار مدل ارائه شده‌است: سری ۱۰۰، ۲۰۰، ۳۰۰ و ۴۰۰.

## طرح

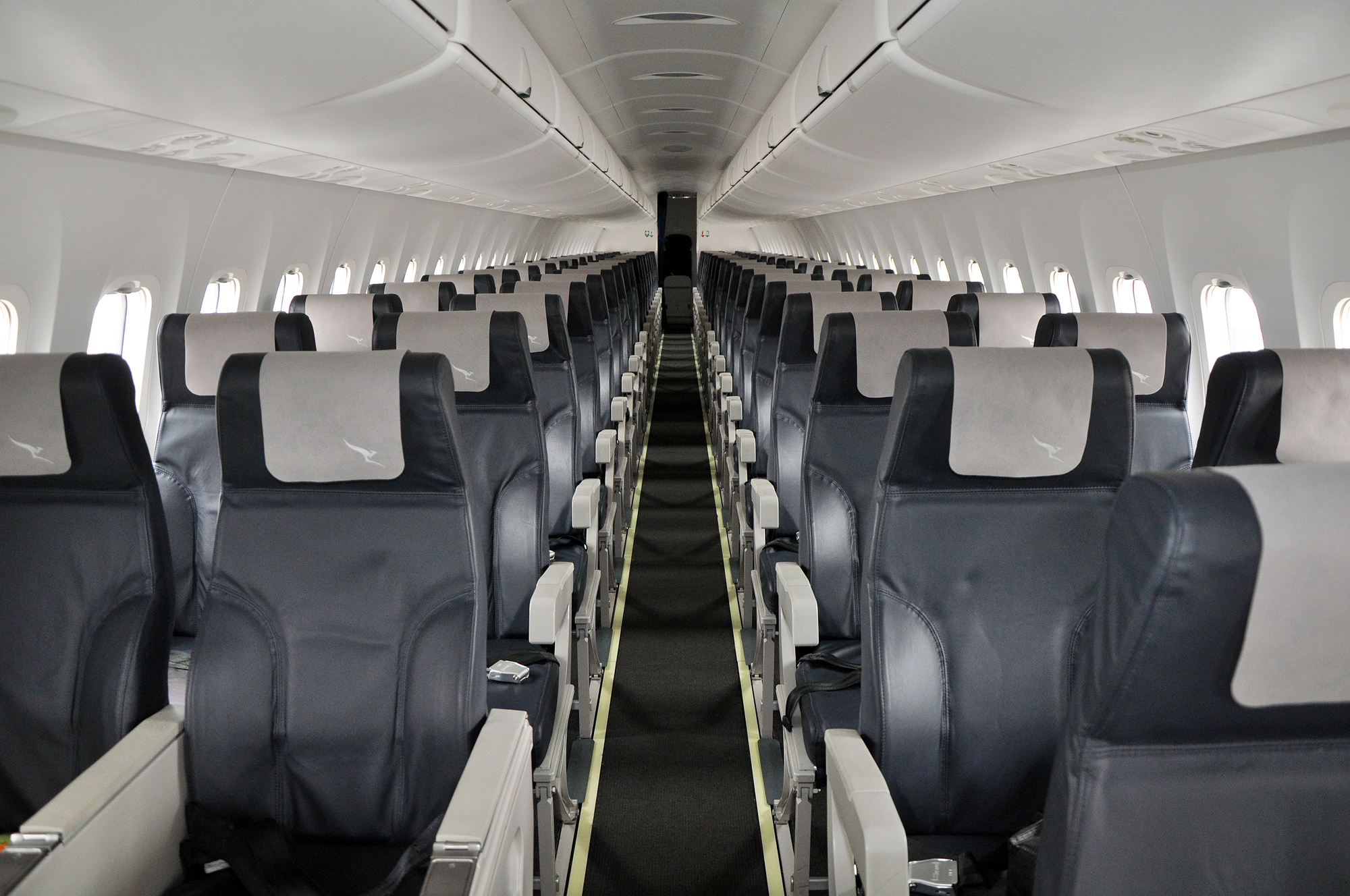
چیدمان ردیف‌های ۲–۲ در کابین

ویژگی‌های برجسته طراحی دش-۸، دم T شکل است که به منظور نگه داشتن دم بدون شستشوی حوضچه در طول برخاستن هواپیما، بال یک نسبت بسیار بالایی، ناخن‌های موتور دراز و همچنین نگه داشتن چرخ دنده عقب عقب، و مشخصات بینی بینی.
طراحی Dash 8 دارای عملکرد کروز بهتر از Dash 7 است. همچنین این هواپیما در مجموع ارزان‌تر است و برای تعمیر و نگهداری مقرون به صرفه‌تر است زیرا که تنها دو موتور دارد. هرچند دش ۸ کمی پر سر و صداتر از Dash 7 است و نمی‌تواند عملکرد نشست و برخاست کوتاه پیشین DHC را داشته باشد. با این وجود این هواپیما هنوز قادر است تا از فرودگاه‌های کوچک با باند ۳٬۰۰۰ فوت (۹۱۰ متر) نشست و برخاست کند. دش ۷ می‌توانست در باندهای کوتاه‌تر با ۲٬۲۰۰ فوت (۶۷۰ متر) صعود و فرود داشته باشد.

## مدل‌ها
این هواپیما در چهار سری تحویل داده شده‌است. سری ۱۰۰ دارای حداکثر ظرفیت ۳۹ نفر است. سری ۲۰۰ نیز ظرفیتی مشابه دارد اما از موتورهای قدرتمندتری برخوردار است. سری ۳۰۰ یک نسخه کشیده‌تر از این هواپیما است و ۵۰ صندلی دارد و سری ۴۰۰ به ۹۰ مسافر ارتقاء یافته‌است. مدل‌های ارائه‌شده پس از سال ۱۹۹۷ با پیشوند «Q» مشخص می‌شود. تولید سری ۱۰۰ در سال ۲۰۰۵ متوقف شد و تا سال ۲۰۰۹ به ترتیب تولید سری‌های ۲۰۰ و ۳۰۰ ادامه داشت. پس از آن تولید کیو-۴۰۰ ادامه یافت.

### سری ۱۰۰

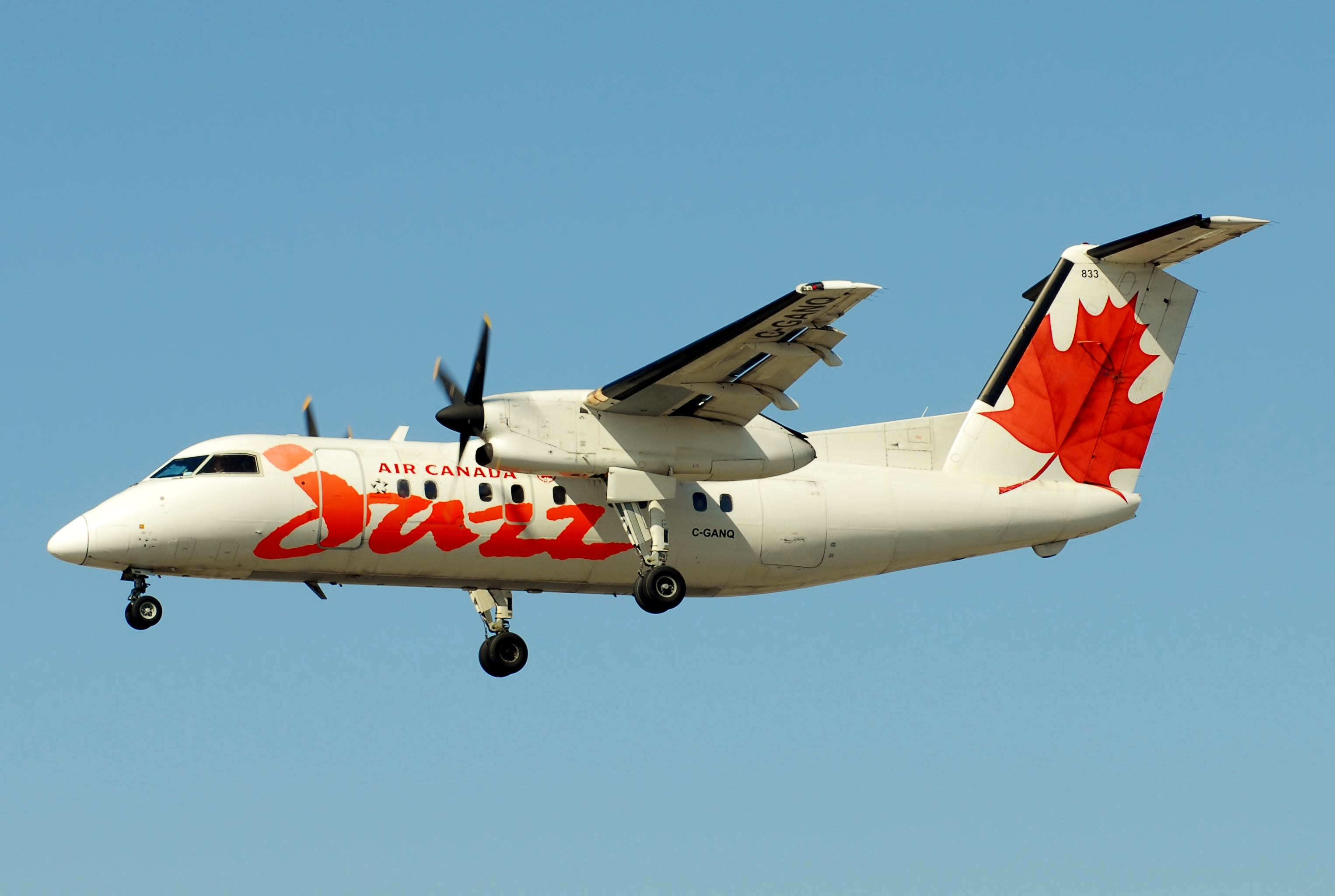
سری ۱۰۰ و ۲۰۰ دارای کوتاه‌ترین بدنه هستند.

سری ۱۰۰ که در سال ۱۹۸۴ تولید شد، ۳۷ تا ۳۹ مسافر را حمل می‌کرد. موتور اصلی آن از نوع پی-دبلیو-۱۲۰ بود و در نسخه‌های بعدی آن از موتورهای پی-دبلیو-۱۲۱ استفاده شد. قدرت موتور این هواپیمای برابر با ۱۸۰۰ اسب بخار (۱۳۴۰ کیلووات) بود.

### سری ۲۰۰
هواپیماهای سری ۲۰۰ همان هواپیمای مسافربری ۳۷ و ۳۹ مسافری را به شکل اصلی سری ۱۰۰ حفظ کرد، اما برای بهبود عملکرد، موتور آن تغییر یافت. در سری ۲۰۰ از موتورهای قدرتمند پی‌دبلیو۱۲۳ با توان ۲۱۵۰ اسب بخار (۱۶۰۰ کیلووات) استفاده شد.

### سری ۳۰۰

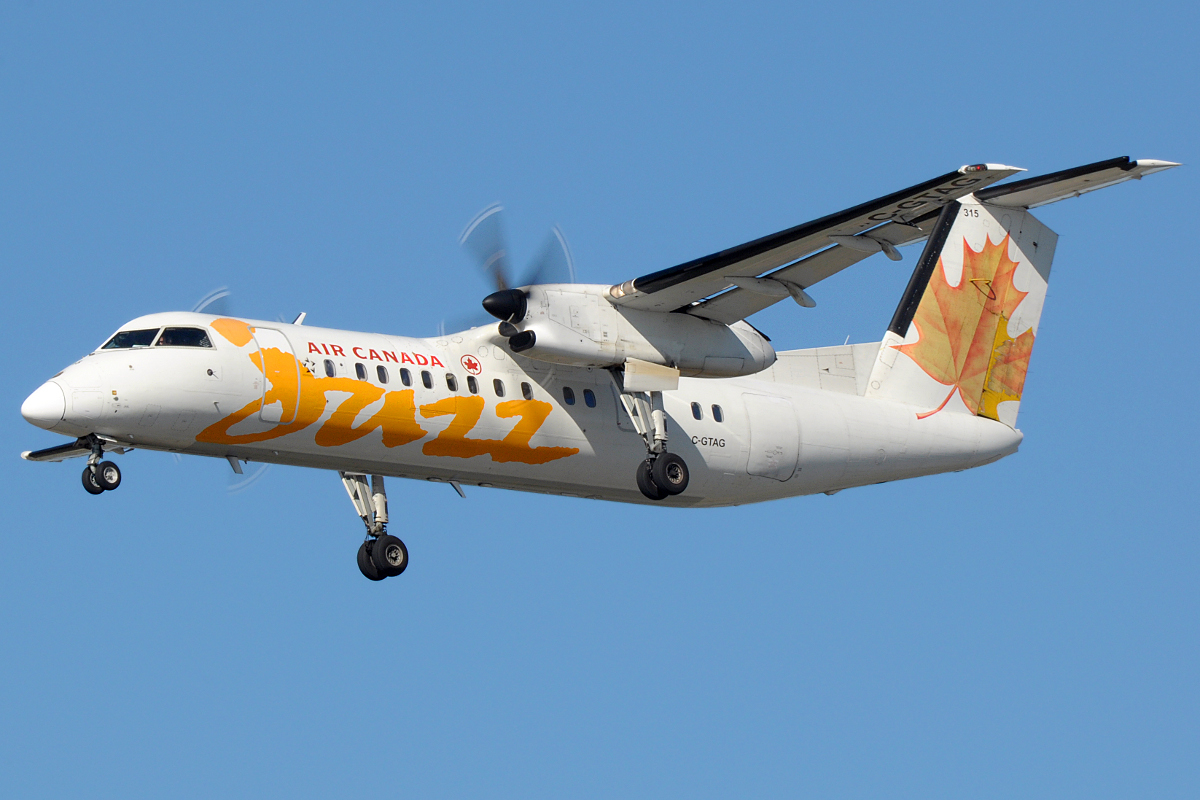
بدنهٔ سری ۳۰۰ ۳٬۴۳ متر طولانی‌تر از سری ۱۰۰ و ۲۰۰ بود.

سری ۳۰۰ یک هواپیمای بزرگتر را عرضه کرد که۳٫۴۳ متر (۱۱٫۳ فوت) از سری ۱۰۰/۲۰۰ بزرگتر بود و به همین دلیل ظرفیتی معادل ۵۰ تا ۵۶ نفر را در خود جای می‌داد. در سری ۳۰۰ نیز از موتورهای پی‌دبلیو۱۲۳ استفاده شد. قدرت موتور محاسبه شده این سری بین ۲۳۸۰ اسب بخار (۱۷۷۴ کیلووات) و ۲۵۰۰ اسب بخار (۱۸۶۴ کیلووات) است.

### سری ۴۰۰

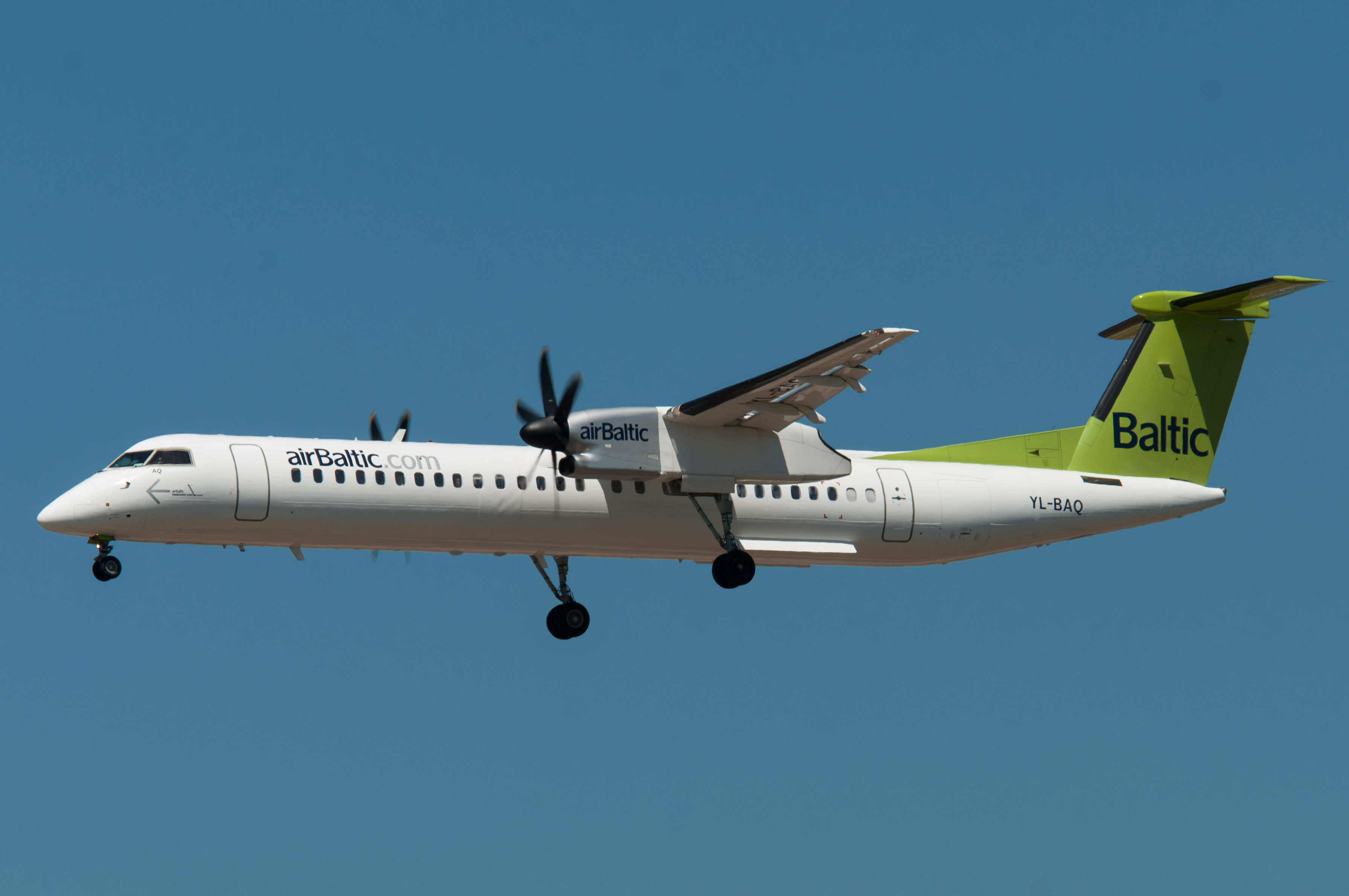
کیو۴۰۰، ۶٬۸۳ متر بلندتر از سری ۳۰۰ بود.

بدنهٔ سری ۴۰۰ هواپیمای طویل‌تری را به نمایش گذاشت که ۶٫۸۳ متر (۲۲٫۴ فوت) درازتر از سری ۳۰۰ و ۱۰٫۲۶ متر (۳۳٫۷ فوت) درازتر از سری ۱۰۰ و ۲۰۰ بود. دم T شکل بزرگتر و ظرفیت مسافر ۶۸ تا ۹۰ نفر از دیگر مشخصات کیو۴۰۰ است. این سری از موتورهای پی‌دبلیو۱۵۰ای بهره می‌برد که ۴۸۵۰ اسب بخار (۳۶۲۰ کیلو وات) قدرت دارد. سرعت این هواپیما ۳۶۰ گره (۶۶۷ کیلومتر بر ساعت) است که ۶۰ تا ۹۰ گره (۱۱۱ تا ۱۶۶ کیلومتر در ساعت) بالاتر از مدل‌های پیشین است. حداکثر ارتفاع عملیاتی کیو۴۰۰ ۲۵۰۰۰ فوت (۷۶۰۰ متر) برای نسخه استاندارد است. اگرچه در نسخه‌ای که با ماسک‌های اکسیژن کشویی ارائه شده این هواپیما تا حداکثر ارتفاع عملیاتی ۲۷۰۰۰ فوت (۸۲۰۰ متر) اوج گرفته‌است.

## سفارش‌ها و تحویل
کل سفارش‌ها و تحویل خانواده دش-۸ تا ۳۰ سپتامبر ۲۰۱۸، به شرح زیر است:
| مدل     | سفارش‌ها | تحویل | تکمیل نشده |
| ------- | ------- | ----- | ---------- |
| سری ۱۰۰ | ۲۹۹     | ۲۹۹   | -          |
| سری ۲۰۰ | ۱۰۵     | ۱۰۵   | -          |
| سری ۳۰۰ | ۲۶۷     | ۲۶۷   | -          |
| سری ۴۰۰ | ۶۴۶     | ۵۸۰   | ۶۶         |
| جمع     | ۱۳۱۷    | ۱۲۵۱  | ۶۶         |

## سوانح و حوادث
این هواپیما در ۲۵ پرواز دچار سانحه شده‌است که از این تعداد ۹ مورد خسارت کلی بر بدنه گزارش شده‌است که در مجموع ۱۰۰ کشته بر جای گذاشته‌است.

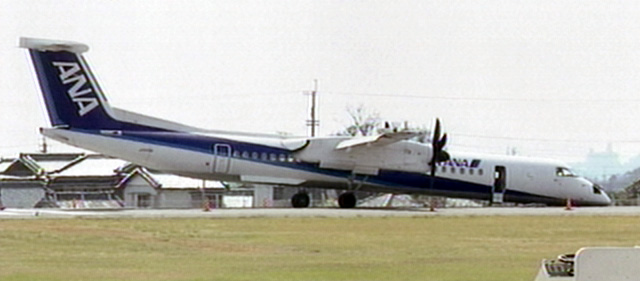
باز نشدن چرخ جلو دش ۸ پس از فرود در فرودگاه کوچی ریما در ۱۳ مارس ۲۰۰۷

- باز نشدن چرخ جلو دش ۸ پس از فرود در فرودگاه کوچی ریما در ۱۳ مارس ۲۰۰۷

## مشخصات فنی
| مدل                    | Q200                                                       | Q300                                                       | Q400                                                       |
| ---------------------- | ---------------------------------------------------------- | ---------------------------------------------------------- | ---------------------------------------------------------- |
| خدمه کابین خلبان       | ۲                                                          | ۲                                                          | ۲                                                          |
| خدمه کابین             | ۱                                                          | ۱–۲                                                        | ۲–۳                                                        |
| مسافران، معمولی        | ۳۷                                                         | ۵۰ @ 30-33 "                                               | ۸۲ @ ۳۰ "                                                  |
| حداکثر ظرفیت           | ۴۰                                                         | ۵۶                                                         | ۹۰ @ ۲۸ "                                                  |
| طول                    | ۷۳ فوت / ۲۲۲۵ متر                                          | ۸۴ فوت ۳ در / ۲۵. ۷۰ متر                                   | ۱۰۷ فوت ۹ اینچ / ۳۲٫۸ متر                                  |
| ارتفاع                 | ۲۴ فوت ۷ اینچ / ۷٫۴۹ متر                                   | ۲۴ فوت ۷ اینچ / ۷٫۴۹ متر                                   | ۲۷ فوت ۵ اینچ / ۸٫۴ متر                                    |
| بالانس                 | ۹۰ فوت / ۲۷٫۴۰ متر                                         | ۹۰ فوت / ۲۷٫۴۰ متر                                         | ۹۳ فوت ۳ در / ۲۸٫۴ متر                                     |
| منطقه بال              | ۵۸۵ فوت مربع / ۵۴٫۴۰ متر مربع                              | ۶۰۵ فوت مربع / ۵۶٫۲۰ متر مربع                              | ۶۸۹ فوت مربع / ۶۴ متر مربع                                 |
| نسبت ابعاد             | ۱۳٫۸                                                       | ۱۳٫۳۶                                                      | ۱۲٫۶                                                       |
| عرض                    | بدنه ۸ فوت ۱۰ اینچ / ۲٫۶۹ متر، کابین ۸ فوت ۳ در / ۲٫۵۲ متر | بدنه ۸ فوت ۱۰ اینچ / ۲٫۶۹ متر، کابین ۸ فوت ۳ در / ۲٫۵۲ متر | بدنه ۸ فوت ۱۰ اینچ / ۲٫۶۹ متر، کابین ۸ فوت ۳ در / ۲٫۵۲ متر |
| طول کابین              | ۳۰ فوت ۱ در / ۹٫۱۶ متر                                     | ۴۱ فوت ۶. در / ۱۲٫۶۰ متر                                   | ۶۱ فوت ۸ در / ۱۸. ۸۰ متر                                   |
| حداکثر صعود            | ۳۶٬۳۰۰ پوند / ۱۶٬۴۶۶ کیلوگرم                               | ۴۳۰۰۰ پوند / ۱۹۵۰۵ کیلوگرم                                 | ۶۷٬۲۰۰ پوند / ۳۰٬۴۸۱ کیلوگرم                               |
| عملیات خالی            | ۲۳٬۰۹۸ پوند / ۱۰٬۴۷۷ کیلوگرم                               | ۲۶ هزار پوند / ۱۱ ۷۹۳ کیلوگرم                              | ۳۹۲۸۴ مگابایت / ۱۷۸۱۹ کیلوگرم                              |
| حداکثر بارگیری         | ۹٬۹۲۱ لیتر / ۴٬۶۴۷ کیلوگرم                                 | ۱۳٬۵۰۰ پوند / ۶٬۱۲۴ کیلوگرم                                | ۱۸٬۷۱۶ پوند / ۸۴۸۹ کیلوگرم                                 |
| حداکثر سوخت            | ۸۳۵ گالن آمریکا / ۳٫۱۶۰ لیتر                               | ۸۳۵ گالن آمریکا / ۳٫۱۶۰ لیتر                               | ۷۲۴ گالن آمریکا / ۶٬۵۲۶ لیتر                               |
| موتورها                | ۲ × PW123C / D                                             | ۲ × PW123 / B / E                                          | ۲ × PW150                                                  |
| قدرت واحد              | ۲٬۱۵۰ اسب بخار (۱٬۶۰۰ کیلووات)                             | ۲٬۳۸۰–۲۵۰ اسب بخار (۱٬۷۷۰–۱۹۰ کیلووات)                     | ۵٬۰۷۱ بشکه / ۳٬۷۸۱ کیلو وات                                |
| کروز با سرعت بالا      | ۲۸۹ کیلومتر / ۵۳۵ کیلومتر / ساعت                           | 287 kn / 532 km / h                                        | ۳۰۰–۳۶۰ کرون / ۵۵۶–۶۶۷ کیلومتر / ساعت                      |
| سقف                    | ۲۵٬۰۰۰ فوت / ۷٬۶۲۰ متر                                     | ۲۵٬۰۰۰ فوت / ۷٬۶۲۰ متر                                     | ۲۷۰۰۰ فوت / ۸۲۲۹ متر                                       |
| دامنه                  | ۱،125 nmi / ۲٬۰۸۴ کیلومتر                                  | 924 nmi / ۱٬۷۱۱ کیلومتر                                    | ۱،100 nmi / ۲٬۰۴۰ کیلومتر                                  |
| برداشت (MTOW, SL, ISA) | ۳٬۲۸۰ فوت / ۱۰۰۰ متر                                       | ۳٬۸۷۰ فوت / ۱٬۱۸۰ متر                                      | ۴٬۶۷۵ فوت / ۱٬۴۲۵ متر                                      |
| فرود (MLW, SL)         | ۲٬۵۶۰ فوت / ۷۸۰ متر                                        | ۳٬۴۱۵ فوت / ۱٬۰۴۰ متر                                      | ۴٬۲۳۰ فوت / ۱٬۲۸۹ متر                                      |